# Starship Patrol
Starship Patrol (Starship Defense en Amérique du Nord ou Starship Defender au Japon) est un jeu vidéo de type tower defense développé par Q-Games, sorti en 2009 sur DSiWare..

## Réception
- Le jeu est cité dans le livre Les 1001 jeux vidéo auxquels il faut avoir joué dans sa vie.
- IGN : 8,5/10[1]
- Eurogamer : 8/10[2]